# Arabian Love
Arabian Love er en amerikansk stumfilm fra 1922 af Jerome Storm.

## Medvirkende
- John Gilbert som Norman Stone
- Barbara Bedford som Nadine Fortier
- Barbara La Marr som Themar
- Herschel Mayall
- Bob Kortman som Ahmed Bey
- William Orlamond som Dr. Lagorio